# Apolysis sigma
Apolysis sigma är en tvåvingeart som först beskrevs av Daniel William Coquillett 1902.  Apolysis sigma ingår i släktet Apolysis och familjen svävflugor. Inga underarter finns listade i Catalogue of Life.